# Daniel Hailes
Daniel Hailes (zm. 1835) – brytyjski dyplomata.
Sekretarz brytyjskiej ambasady we Francji w latach 1784–1787.
Poseł w Rzeczypospolitej w latach 1788–1791.
Od 1791 roku brytyjski poseł nadzwyczajny w Danii.
W czasie swojej misji w Warszawie prowadził politykę w duchu porozumienia brytyjsko-pruskiego z Loo w 1788. Dążył do wciągnięcia Rzeczypospolitej, Turcji i Szwecji do sojuszu przeciwko Rosji i Austrii. Popierał ideę oddania Gdańska Prusom. Był zwolennikiem reform Sejmu Czteroletniego.